# Національний ботанічний сад Преторії
Національний ботанічний сад Преторії (англ. Pretoria National Botanical Garden) — ботанічний сад у місті Преторія Південно-Африканської Республіки. Ботанічний сад засновано 1946 року, пізніше на його території розмістилася штаб-квартира Південноафриканського національного інституту біорізноманіття.
Ботанічний сад є членом Міжнародної ради ботанічних садів з охорони рослин (BGCI) і має код PRE.
Вхід для відвідувачів розташований з боку проспекту Куссонія в західній частині ботанічного саду. У цій частині саду розташовані водно-болотні угіддя, чайний сад, сад сукулентів, сад корисних рослин, і сад лікарських рослин. Тут же знаходиться ресторан, концертний майданчик і багатофункціональний зал поруч зі штучним водоспадом.
У центрі саду розташовані: Національний гербарій, Центр біорізноманіття та Центр екологічної освіти. Бібліотека Мері Ганн знаходиться в будівлі Національного гербарію.
Східна сторона саду менш розвинена. Тут розташовані дендрарій і природні луки, а також пішохідна стежка Дассі уздовж центрального хребта.

## Галерея

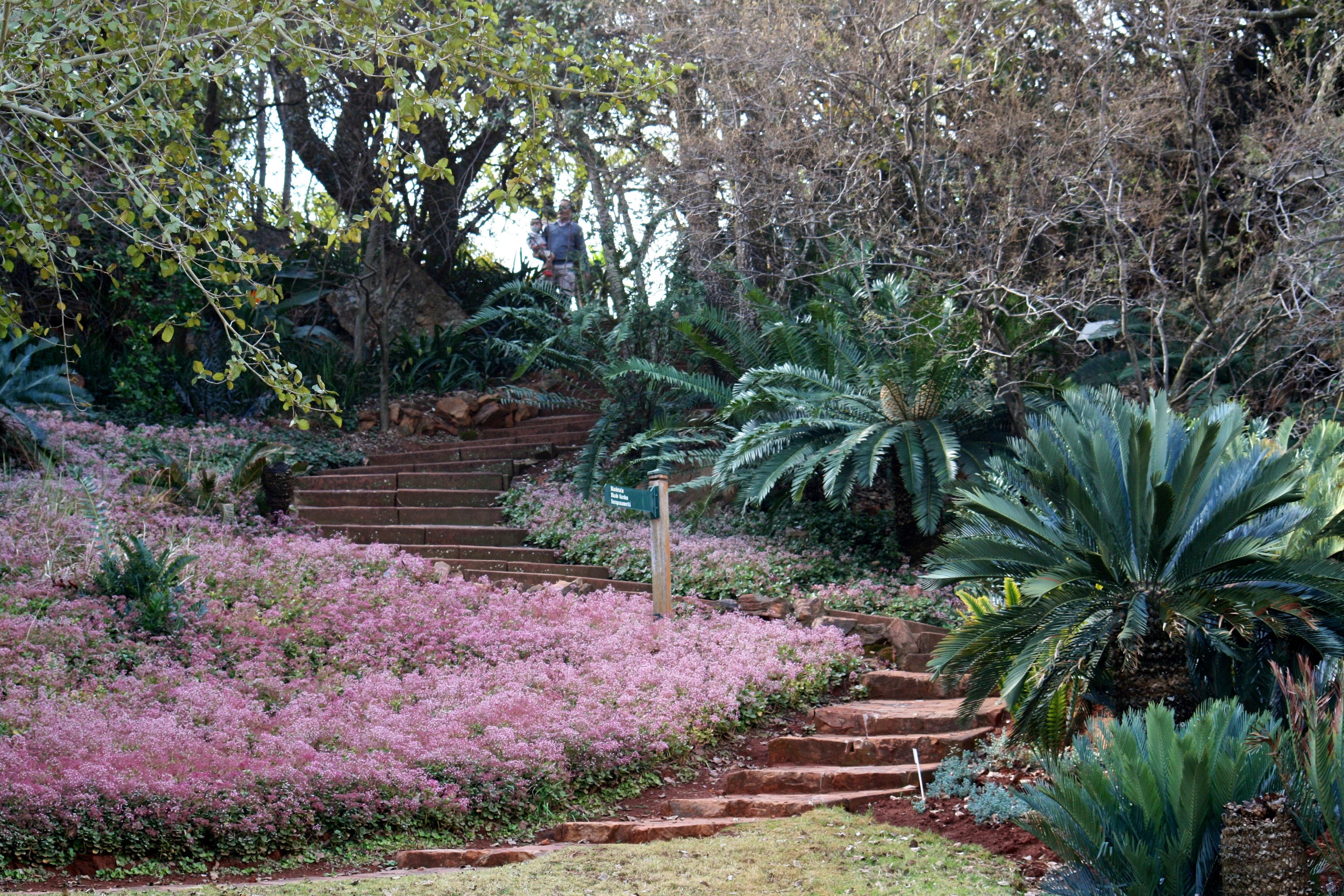
Куточок ботанічного саду
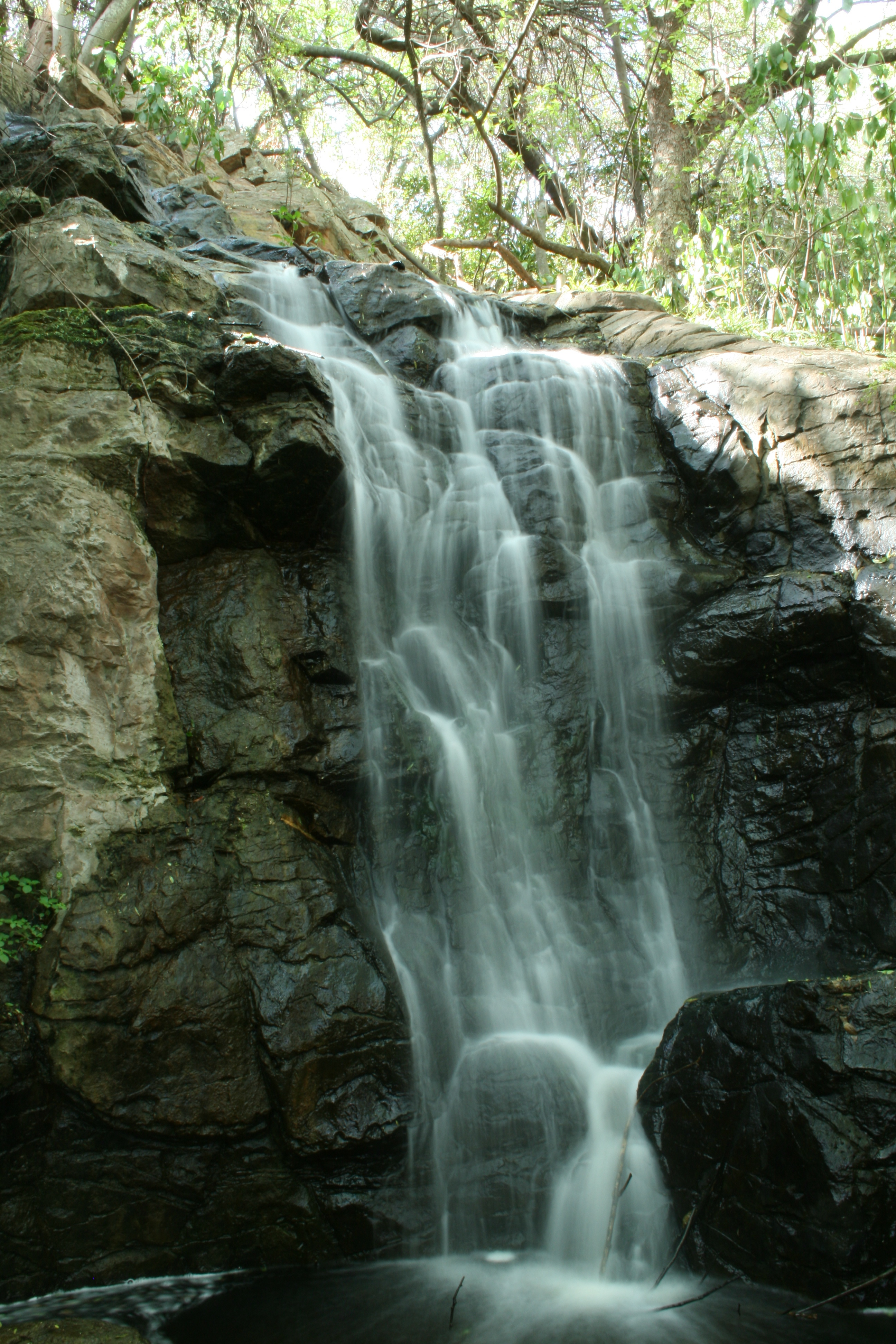
Водоспад
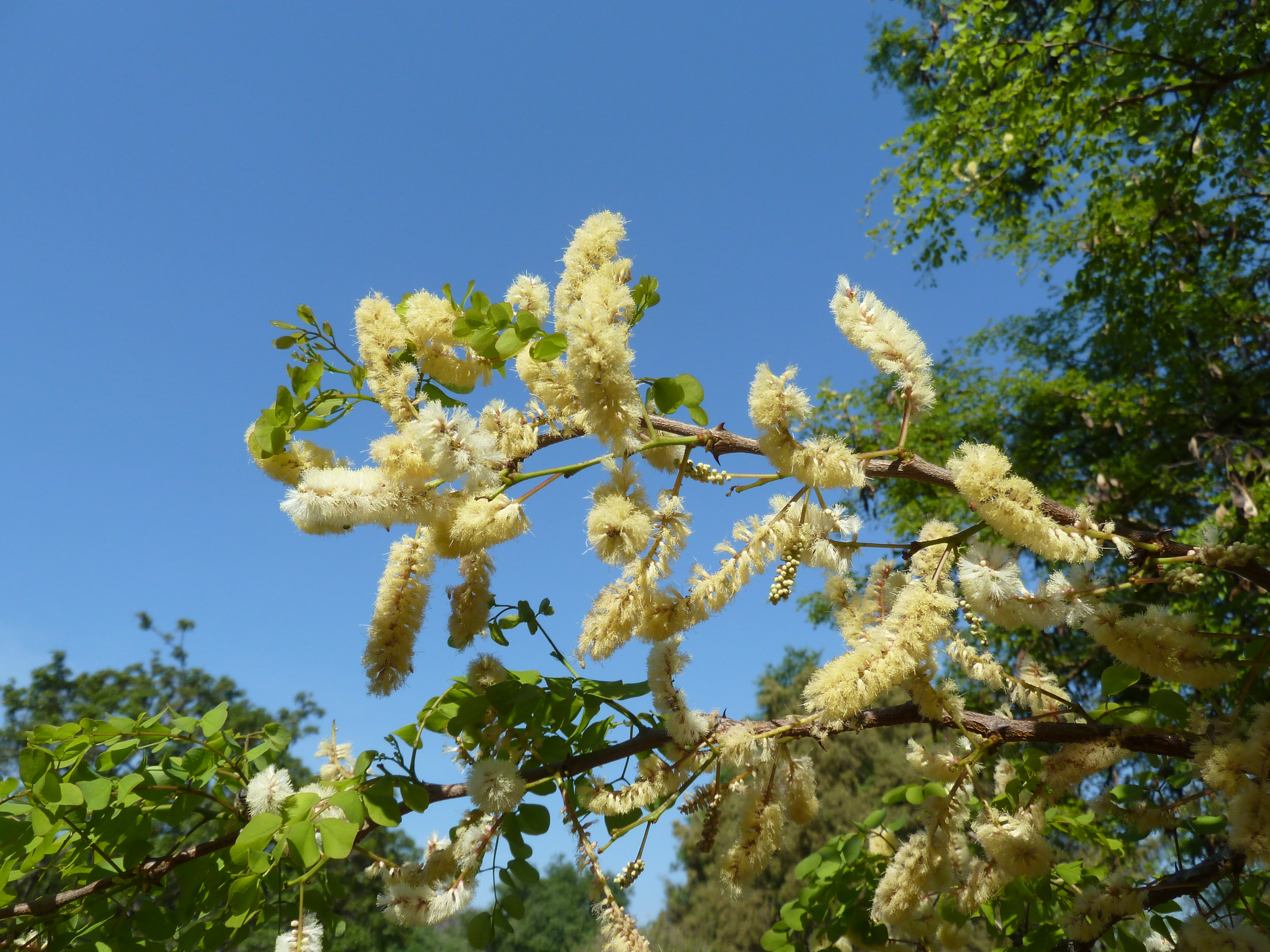
Acacia nigrescens
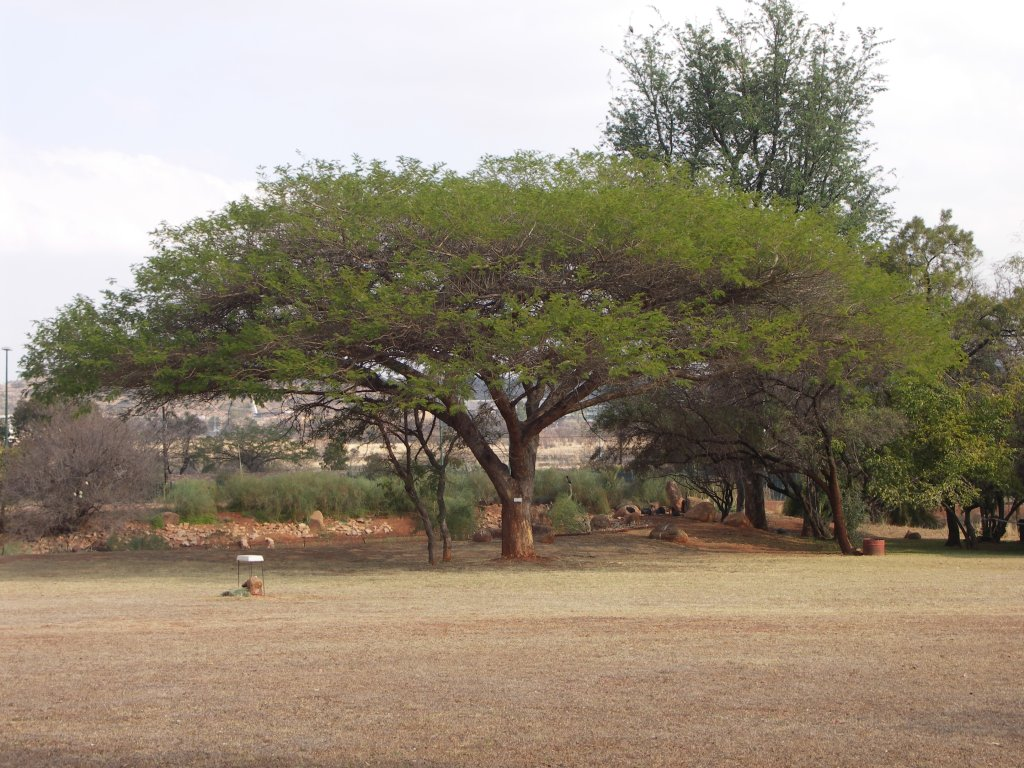
Acacia sieberiana
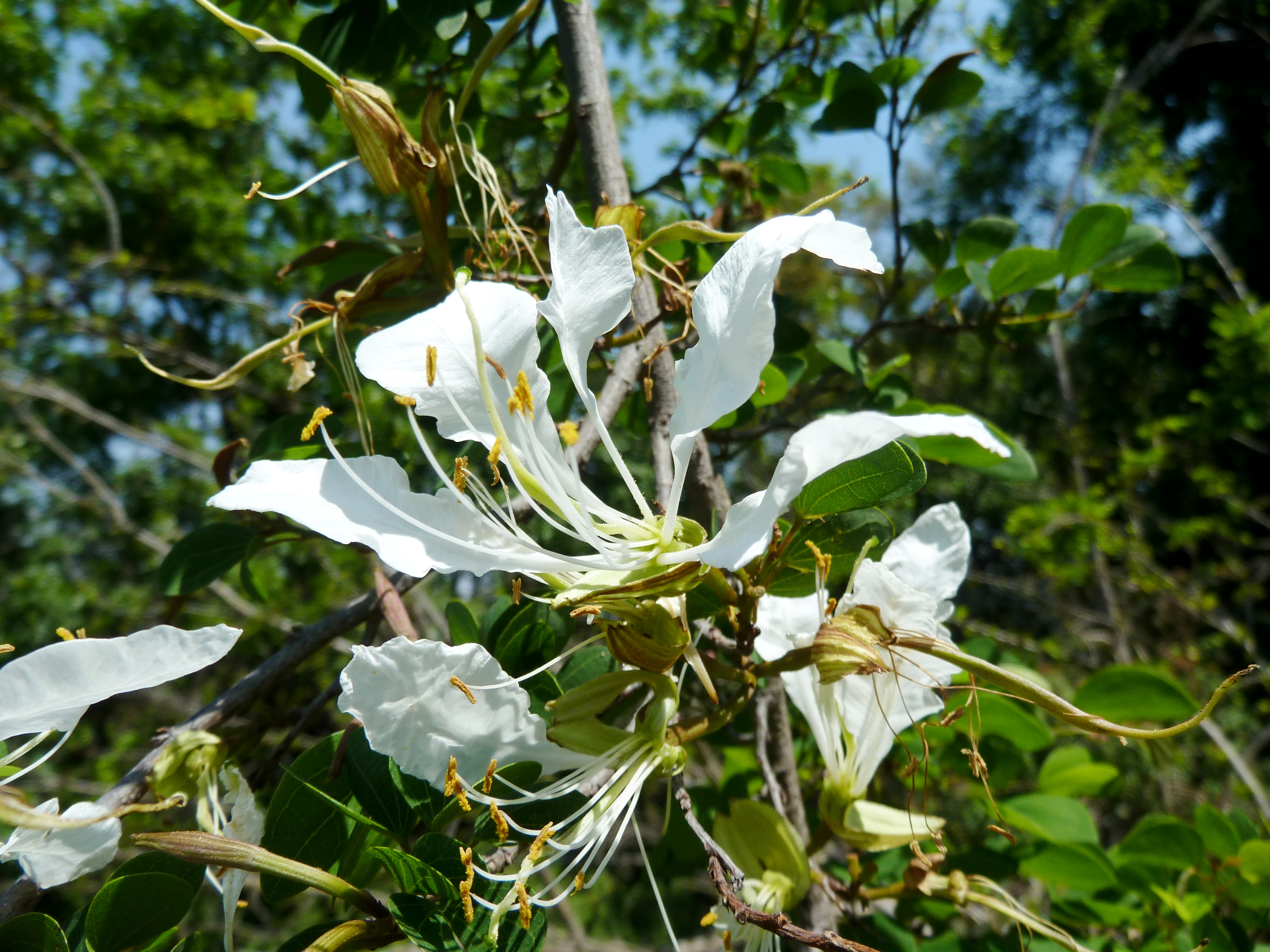
Bauhinia bowkeri
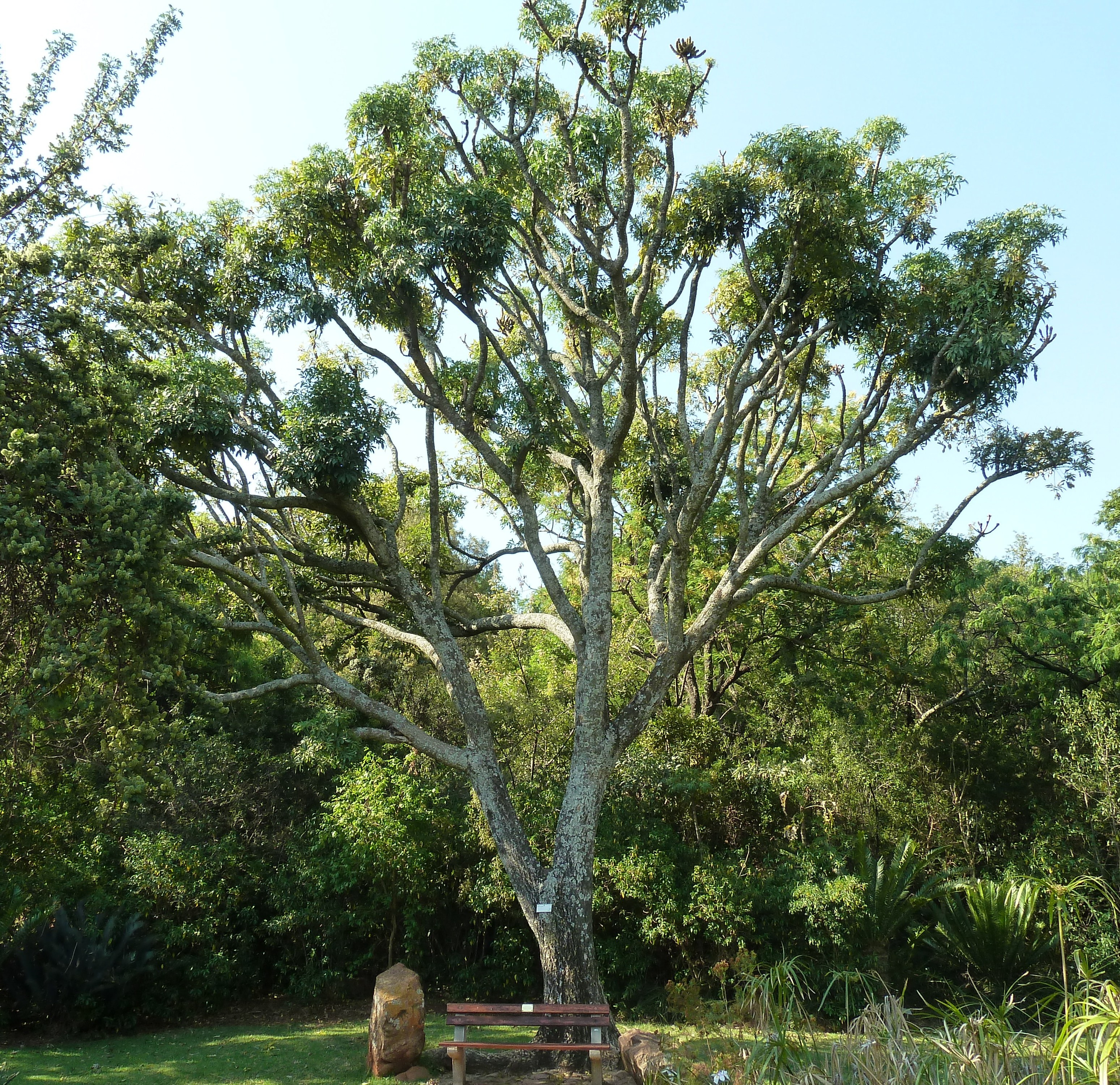
Cussonia spicata
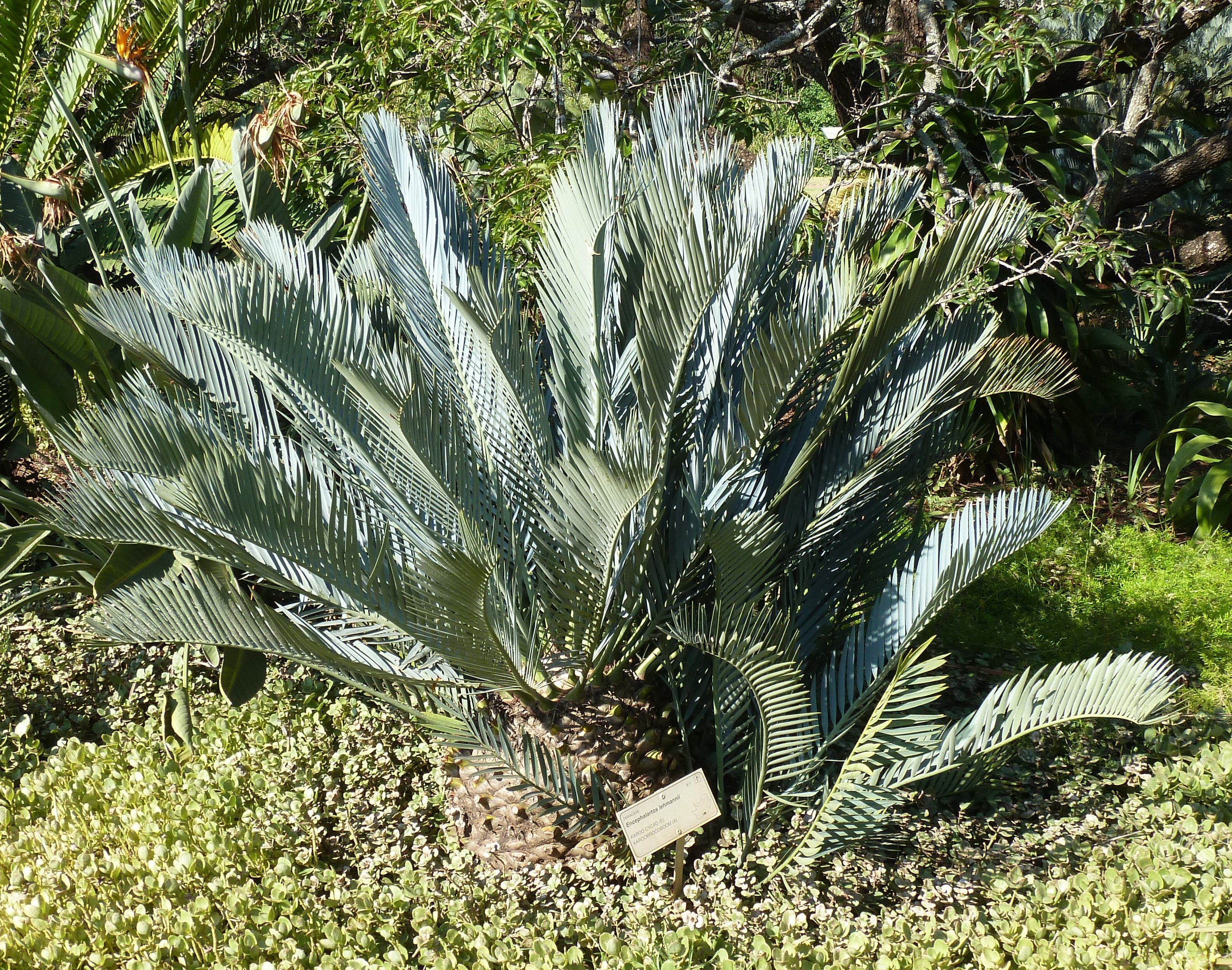
Encephalartos lehmannii
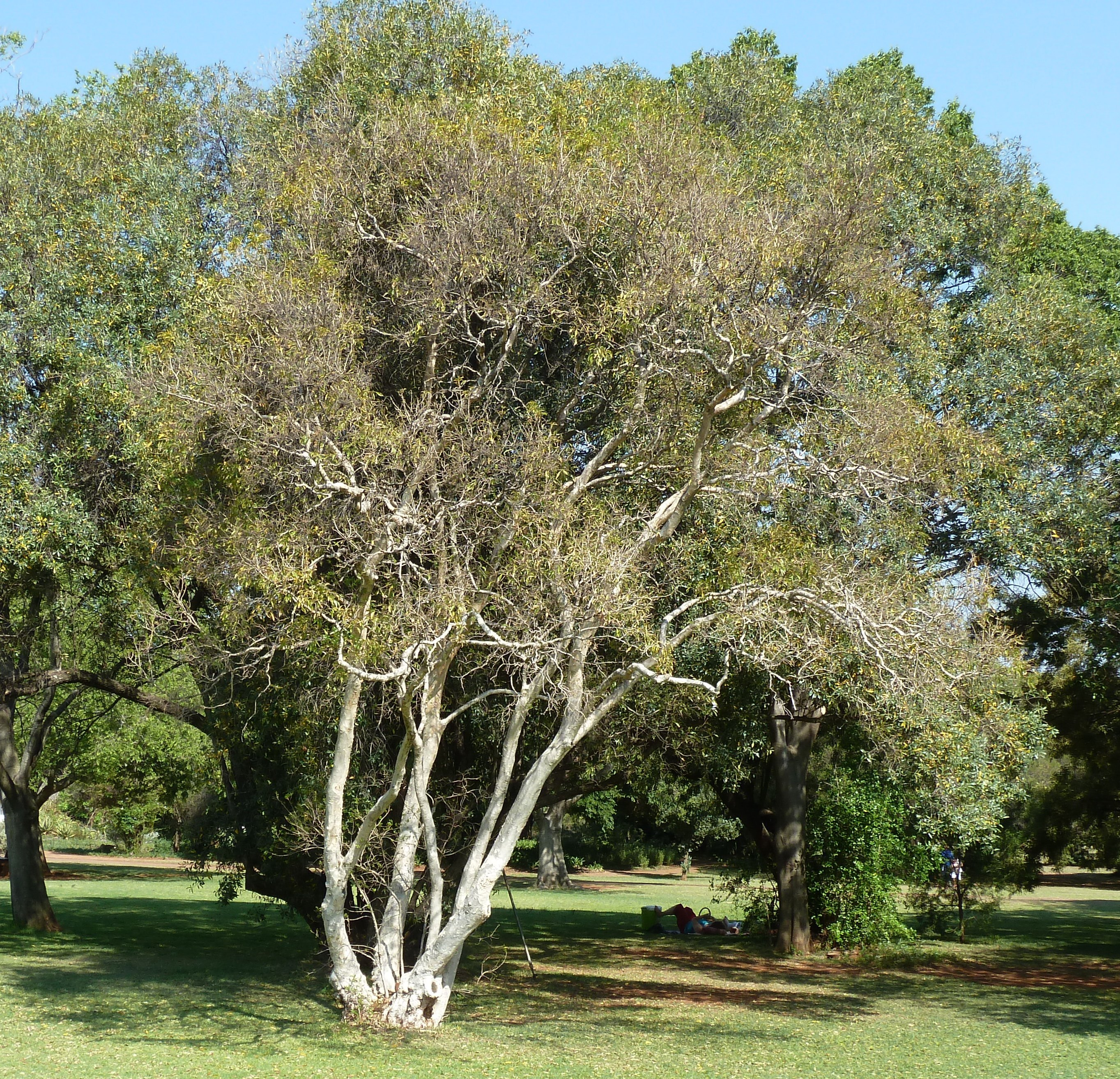
Heteropyxis natalensis